# Ciorap

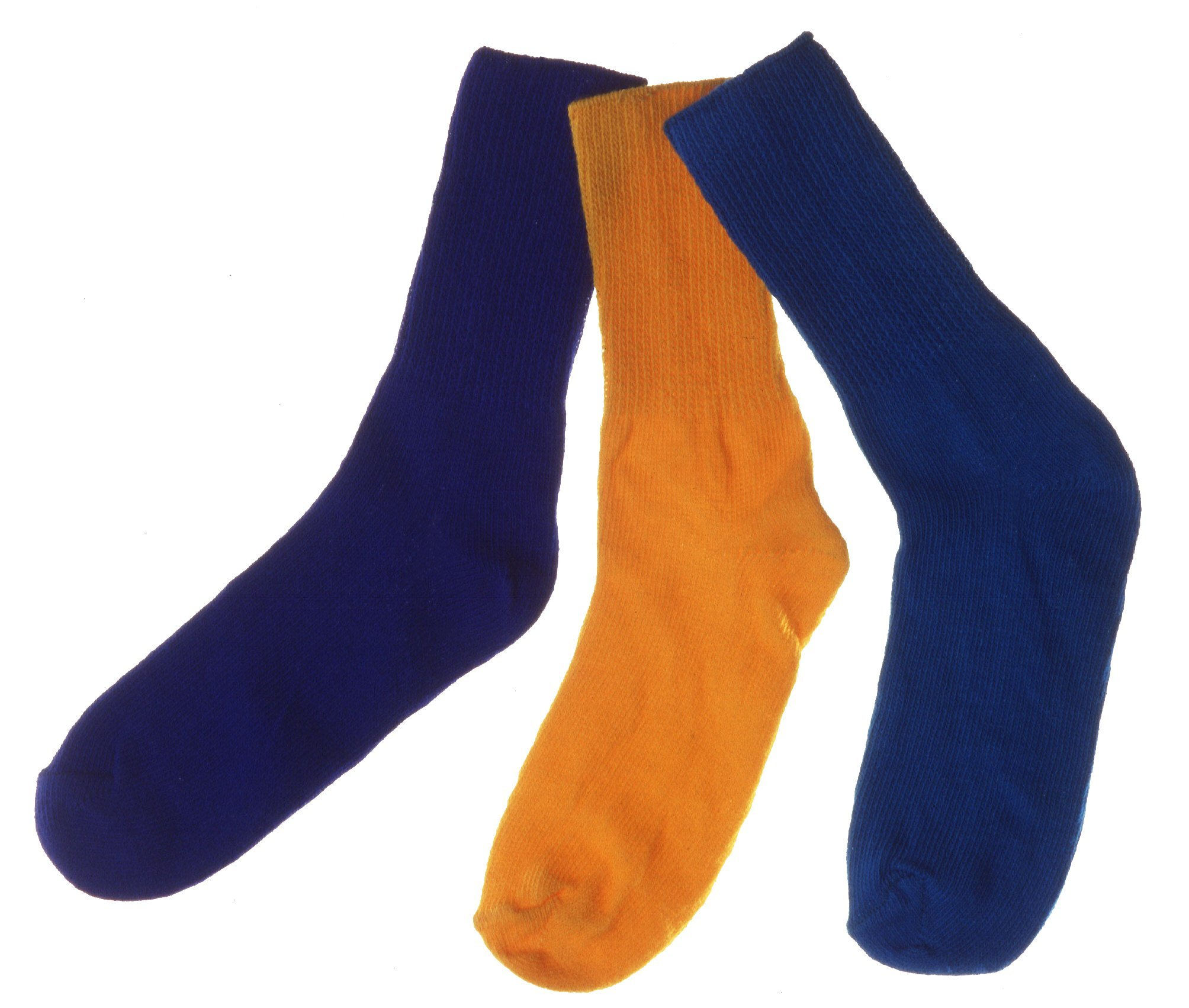
Ciorapi de diferite culori

Ciorapul, ca și șoseta, este un articol de îmbrăcăminte care acoperă laba piciorului cu scopul de a o feri de frig, de a o ocroti de zgârieturi și murdărie, de a opri transpirația și pentru a evita formarea de bătături din cauza frecării pielii piciorului cu încălțămintea.
În mormintele egiptene din sec. II-VI d. Hr. s-au descoperit ciorapi împletiți.
Prima mașină de tricotat ciorapi a fost inventată în Anglia, în secolul XVI. Ciorapii erau împletiți ca o singură bucată, apoi erau croiți și cusuți manual.